# آگفا آمبی‌فلکس
آگفا آمبی‌فلکس (به انگلیسی: Agfa Ambiflex) یک دوربین عکاسی تک‌لنزی بازتابی ۳۵ میلی‌متری ساخت شرکت آگفا است.